# Гонностраматца
Гонностраматца (итал. Gonnostramatza) — коммуна в Италии, располагается в регионе Сардиния, в провинции Ористано.
Население составляет 945 человек (2008 г.), плотность населения составляет 54 чел./км². Занимает площадь 18 км². Почтовый индекс — 9093. Телефонный код — 0783.
Покровителем коммуны почитается архангел Михаил, празднование 29 сентября.

## Демография
Динамика населения:

## Администрация коммуны
- Официальный сайт: http://www.comune.gonnostramatza.or.it